# Jakku
Jakku é um planeta desértico fictício da saga Star Wars. Criado por Lawrence Kasdan, J. J. Abrams e Michael Arndt, foi apresentado pela primeira vez em 2015 no filme Star Wars: Episódio VII — O Despertar da Força. Remota, sem lei e inóspita, é a terra natal da protagonista Rey, interpretada por Daisy Ridley, e Gallius Rax, personagem de Aftermath, ambos membros da família Palpatine. O filme foca em duas localidades distintas, Tuanul Village e Niima Outpost, perto de um cemitério de naves espaciais.
O planeta também é retratado no romance Chuck Wendig de 2017, Star Wars: Aftermath: Empire's End.

## História
Jakku era um mundo desértico isolado nas Extensões Ocidentais, com Cordas de Rodas no norte e operações de mineração pontilhadas no planeta, com montículos no sul onde líquen podia ser extraído para a produção da bebida alcoólica Nectar Knockback. Podia-se tornar um anacoreta se certos juramentos fossem feitos, enquanto catadores de lixo normalmente usavam luggabeasts para carregar suprimentos pelo deserto. Tuanul, Reestkii e Cratertown eram estabelecimentos no planeta, embora o Posto Avançado de Niima seja a única grande instalação nesse mundo, sendo protegida por Constable Zuvio e sua Milícia do Posto Avançado de Niima. Carecendo de uma grade de comunicações, viajantes procurando fugir de dívidas, criar uma vida nova ou simplesmente conhecer a galáxia acabavam parando no Posto Avançado de Niima, graças ao fato desse posto ter o único sinalizador de comunicações da região. Nem todos os residentes eram catadores de lixo, já que os aldeões de Tuanul adoravam a Igreja da Força, uma fé secreta pelos Jedi que se escondia, primeiramente, do Império Galáctico e, posteriormente, da Primeira Ordem. Graças à distância do planeta para o espaço populoso, Jakku serviu como ponto de passagem para naves de guerra a caminho das Regiões Desconhecidas nos anos finais da Guerra Civil Galáctica. Mundos vizinhos incluíam Ponemah Terminal e Ogem.
Durante a Era do Império, o Império Galáctico estabeleceu uma fábrica de armas no planeta.
Nos meses seguintes da Batalha de Endor, um refugiado de guerra chamado Corwin Ballast foi para Jakku acreditando se tratar de um planeta sem valor e, portanto, de pouca importância para o conflito que varria a galáxia entre a Nova República e o Império.
Um ano e quatro dias depois da Batalha de Endor, uma batalha em Jakku se iniciou entre a Nova República e o Império. A capitã Imperial Ciena Ree derrubou seu Destróier Estelar, o Inflictor, dos céus e o colidiu contra a superfície do planeta a fim de impedir que a Nova República o capturasse. Ree escapou da nave com Thane Kyrell em um pod de escape, e eles foram resgatados mais tarde por forças da Nova República. Com a batalha indo mal para o Império, os Imperiais travaram raios tratores nas naves da Frota estelar da Nova República, o que resultou na colisão delas com a superfície do planeta.
29 anos depois da Batalha de Jakku, destroços da batalha ainda podiam ser encontrados pelo deserto na região nomeada Cemitério das Naves, com Niima the Hutt estabelecendo o Posto Avançado de Niima algum tempo antes em um esforço para recolher peças dos destroços das naves. A Primeira Ordem viria a lançar seu Destróier Estelar classe Resurgent Finalizer para Jakku a fim de recuperar uma unidade BB que tinha um fragmento do mapa para o Mestre Jedi Luke Skywalker, quem havia se exilado depois de uma tentativa fracassada de recriar a Ordem Jedi. Esse esforço pela captura do droide resultou na deserção do stormtrooper FN-2187, na fuga do piloto da Resistência Poe Dameron em um caça roubado TIE e no uso da nave Millennium Falcon para escapar do planeta com a garota de nome Rey.

## Aparência

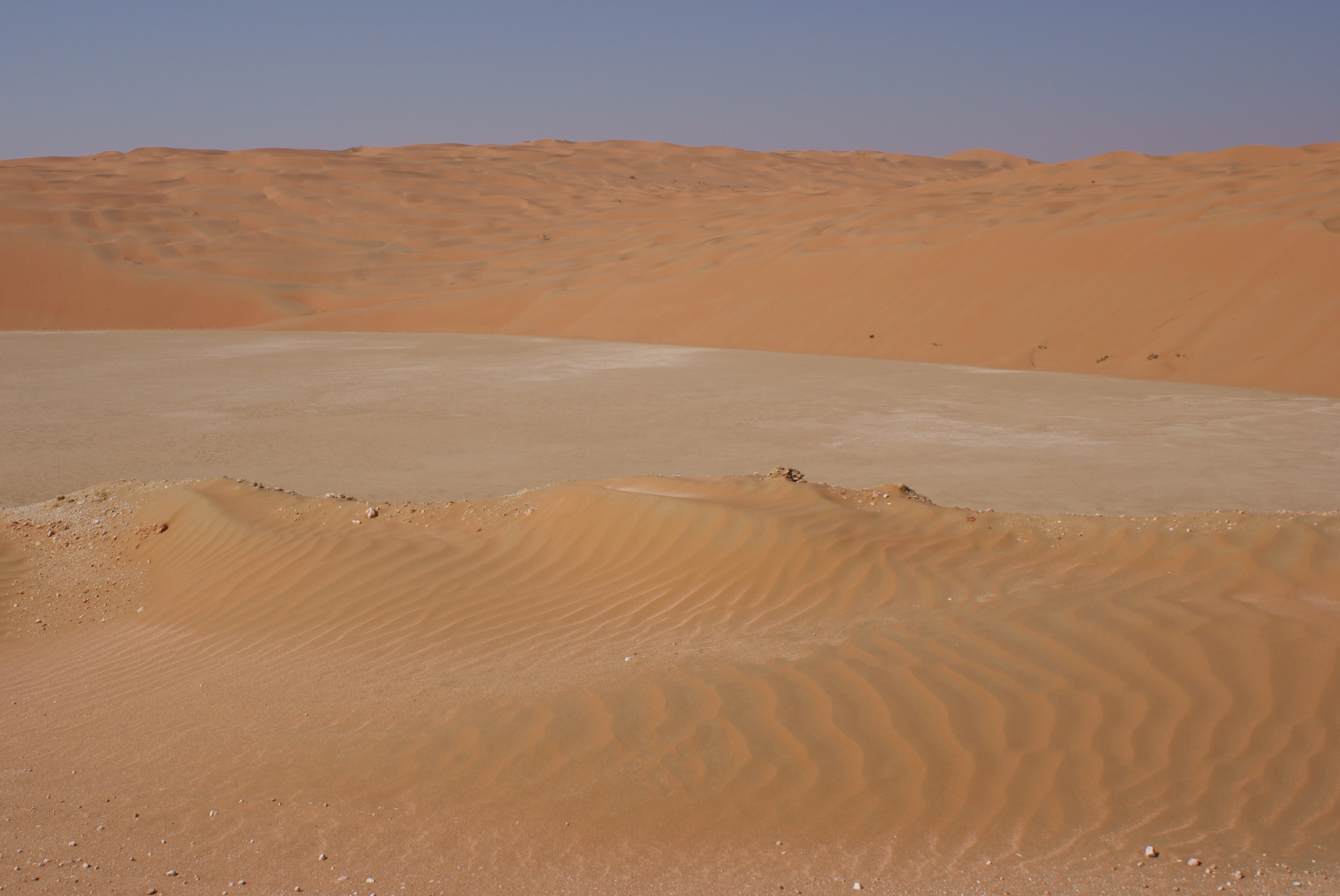
Deserto de Rub' al-Khali, rodeado pela Arábia Saudita, Omã, Emirados Árabes Unidos e Iémen. As sequências de Jakku foram filmadas na secção dos Emirados Árabes Unidos, perto do Oásis de Liwa, que está sob o governo de Abu Dhabi.

Jakku apresenta um lugar semelhante a um grande deserto de areia e dunas enormes, muito parecido com o deserto de Rub Al Khali em Abu Dhabi. Sem civilizações, mas ainda com uma pequena parte de habitantes (humanos e outras criaturas), Jakku é um planeta sem leis e inóspito em meio a galáxia.

## Aparições

### Filme
O planeta foi visto pela primeira vez no teaser trailer de novembro de 2014 do primeiro filme da Trilogia sequela de Star Wars, O Despertar da Força (2015). which includes two multiplayer maps set on the planet. O realizador e co-escritor do filme, J. J. Abrams, mencionou pela primeira vez o seu nome na Star Wars Celebration em abril de 2015, identificando Jakku como o cenário nos trailers e revelando que é onde vive a personagem Rey (Daisy Ridley).
Jakku é um cenário importante em O Despertar da Força e na sua novelização. O mundo natal da personagem principal Rey, é um planeta desértico, inóspito e agreste nos arredores das Regiões Desconhecidas. No filme, o piloto de X-wing da Resistência, Poe Dameron (Oscar Isaac), chega a Jakku em busca de informações vitais na posse do explorador Lor San Tekka (Max von Sydow). Poe é capturado pela opressiva Primeira Ordem, mas deixa os dados para trás com o seu dróide astromecânico, BB-8. Escapa com a ajuda do stormtrooper vira-casaca Finn (John Boyega), mas Poe é dado como morto quando o seu caça TIE Fighter roubado se despenha no deserto. Entretanto, BB-8 faz amizade com Rey, uma catadora local; perseguida pela Primeira Ordem, ela e Finn fogem de Jakku com o dróide a bordo da Millennium Falcon. Mais tarde no filme, Rey tem uma visão de ter sido deixada no planeta em criança e de ter sido levada por Unkar Plutt depois de ter tocado no velho sabre de luz de Luke Skywalker.
O planeta aparece brevemente em Star Wars: The Rise of Skywalker (2019). Rey tem uma visão semelhante a um flashback de seus pais deixando-a no planeta antes de serem mortos. O planeta também aparece numa montagem ao lado de Bespin e Endor após a batalha climática do filme em Exegol entre a Resistência e a Eternidade Sith; um Star Destroyer da classe Resurgent em chamas pode ser visto a cair atrás de um velho Star Destroyer da classe Imperial (um mostrado em O Despertar da Força) enquanto a galáxia se levanta contra a Primeira Ordem.
As cenas em Jakku foram filmadas na seção dos Emirados Árabes Unidos do deserto de Rub' al-Khali, que está sob a jurisdição do Emirado de Abu Dhabi Nas primeiras fases de desenvolvimento do conceito, o planeta foi concebido como um “planeta lixo” que teria “destroços dos filmes anteriores de Star Wars”. O filme é um filme de ficção científica, que tem como objetivo a criação de um novo conceito para o Star Wars. Os desenhos não utilizados para Tatooine pelo artista concetual da trilogia original Ralph McQuarrie foram reaproveitados para os exteriores. Alguns criticaram Jakku por ser essencialmente o mesmo planeta que Tatooine, o mundo natal de Luke e Anakin Skywalker (da trilogia original e da trilogia prequela, respetivamente), sendo apenas o seu nome único.

### Literatura
Jakku foi introduzido pela primeira vez em dois romances lançados em 4 de setembro de 2015: Star Wars: Aftermath (2015), de Chuck Wendig, e Lost Stars (2015), de Claudia Gray. Este último retrata parte da Batalha de Jakku, o confronto final entre as forças do Império Galáctico e da Nova República sobre o planeta. A batalha também é retratada no último livro da trilogia Aftermath de Wendig, Empire's End (2017), que explica que Palpatine mantinha um observatório no planeta para mapear as Regiões Desconhecidas, supervisionado pelo próprio filho adotivo de Palpatine e nativo de Jakku, Gallius Rax, onde, em caso de morte deste, o Império se reformaria como a Primeira Ordem. O livro de referência The Force Awakens: The Visual Dictionary estabelece que esta batalha ocorre um ano e quatro dias após a Batalha de Endor descrita em O Retorno de Jedi, e é a última grande resistência do Império e batalha da Guerra Civil Galáctica. 29 anos mais tarde, na altura de O Despertar da Força, o campo de destroços no deserto é chamado de Cemitério de naves espaciais.
Jakku aparece ou é mencionado em vários outros trabalhos, incluindo Rey's Survival Guide (2015) e The Weapon of a Jedi (2015) de Jason Fry, e os contos de 2015 “High Noon on Jakku” (2015) e “All Creatures Great and Small” de Landry Q. Walker.

### Jogos eletrônicos
O jogo de ação e de tiro de 2015, Star Wars Battlefront, inclui conteúdo descarregável (DLC) intitulado Battle of Jakku, que inclui dois mapas multijogador situados no planeta. Jakku também aparece na campanha para um jogador da sequela de 2017, Star Wars Battlefront II, bem como um mapa multijogador não DLC intitulado Jakku: The Graveyard, com 4 variantes de modo de jogo diferentes. Jakku é também um local nos dois jogos de ação e aventura com tema Lego; Lego Star Wars: The Force Awakens, de 2016, e Lego Star Wars: The Skywalker Saga, de 2022.
O planeta é apresentado num conjunto de Lego Star Wars chamado Encounter on Jakku.